# 벌개미취
벌개미취(Aster koraiensis)는 국화과의 여러해살이풀이다. 고려쑥부쟁이라고도 한다.

## 생태
제주도에서 강원도 이남까지 분포하며, 햇볕이 잘 들고, 물기가 많은 곳에서 자란다.
키는 50~60cm이고, 잎은 앞으로 길게 뻗어 나며 끝이 뾰족하다. 잎은 길이 12~19cm, 폭 1.5~3cm 가량이며 잎 가장자리에 작은 톱니가 있고 위쪽으로 올라가면서 잎이 작아진다. 꽃은 6월에서 10월까지 피며, 상층부의 꽃은 연한 자주색과 연한 보라색이며 줄기나 가지의 끝에 한 개씩 달린다. 열매는 11월에 시든 꽃잎을 붙인 채 결실하며 길이는 4mm, 너비가 1.3mm 정도로 타원형이고 털이 없다.

## 관리 및 번식법
관리법 : 화단의 양지나 반그늘 어디에서나 잘 자라고, 잎이 많기 때문에 물은 1~2일 간격으로 준다.
번식법 : 이른 봄에 포기나누기를 하고 11월에 결실하는 종자는 종이에 싸서 냉장보관 후 이른 봄 화분에 뿌린다. 종자발아율이 매우 높은 편이다.